# Tamaquaré
O tamaquaré (Uranoscodon superciliosus) é uma espécie de lagarto da família Tropiduridae.